# Tantilla tecta
Espèce
Statut de conservation UICN

 DD  : Données insuffisantes
Tantilla tecta  est une espèce de serpents de la famille des Colubridae.

## Répartition
Cette espèce est endémique du Nord-Est du Guatemala.

## Description
Dans leur description les auteurs indiquent que le spécimen en leur possession, une femelle adulte, mesure 222 mm dont 51 mm pour la queue.

## Étymologie
Son nom d'espèce, dérivé du latin tectus, « caché, secret », lui a été donné en référence à son aptitude à échapper à toute détection malgré de nombreuses années de recherche sur le terrain.

## Publication originale
- Campbell & Smith, 1997 : A new species of Tantilla (Serpentes: Colubridae) from northeastern Guatemala. Proceedings of the Biological Society of Washington, vol. 110, n. 3, p. 332-337 (texte intégral).